# Niels Henrik Holst
Niels Henrik Holst, född 20 september 1828 i Köpenhamn, död där 1 september 1889, var en dansk officer och ämbetsman.
Efter att med avbrott för slesvig-holsteinska kriget 1848–1850 ha genomgått Den kongelige militære Højskole, utnämndes han 1853 till premiärlöjtnant i Ingeniørkorpset, på vilken post han anställdes i vägtjänsten (1855–1860) och deltog i kontrollen av byggandet av järnvägen Roskilde–Korsør och projekteringen av de första järnvägarna på Jylland och Fyn. År 1857 blev han kapten, men lämnade 1865 militären och bedrev på uppdrag av staten tillsyn över driften av järnvägarna på Jylland och Fyn, som var utarrenderade till engelska entreprenörer. Då staten 1867 själv övertog dessa järnvägar, utnämndes Holst till generaldirektör, på vilken post han vann allmänt erkännande för sin omorganisation av driften, varigenom det som princip genomfördes att genom järnvägarna först och främst främja omsättning och produktion, medan den direkta avkastningen ställdes i andra hand. År 1885 fick han även ansvaret för järnvägarna på Själland, som 1880 hade övertagits av staten, varigenom det ställdes höga krav på hans organisationsförmåga, då det skulle skapas enhetlighet i administrationen, och samtidigt tvingades han i högre grad än tidigare ägna sig åt frågorna om järnvägsnätets utbyggnad och fullkomnande (bangårdsförhållandena i Köpenhamn). Holst var en av dem, som haft störst betydelse för de danska järnvägarna.

## Utmärkelser
- Riddare av Dannebrogorden,  1862[2]
- Dannebrogsmännens hederstecken,  1865[2]
- Kommendör av Dannebrogorden,  1869[2]
- Kommendör av första graden av Dannebrogorden,  1871[2]

[Redigera Wikidata]